# کوای-گان جین
کوای-گان-جین (به انگلیسی : Qui-Gon Jinn) یکی از شخصیت‌های جنگ ستارگان است که در پایان اپیزود اول توسط دارث ماول کشته می‌شود. او یکی از استادان جدای است. کوای گان جین شخصیتی در دنیای جنگ ستارگان است که در فیلم اپیزود اول با عنوان "جنگ ستارگان: افسانه‌ها" معرفی شده است. وی یکی از جدایان و مربیان جدیدتر دوران جنگ ستارگان است و به عنوان یکی از بهترین شمشیرزنان جدای شناخته می‌شود. او در طول فیلم به دنبال شناسایی و آموزش دارت ویدر، جوانی قدرتمند با قدرتی فوق‌العاده، است.
او شاگرد کنت دوکو و استاد یودا بود و به همراه اوبی-وان کنوبی در سفرشان به سیاره تاتویین به پسری به نام(آناکین اسکای واکر) بر می‌خورند که استعداد بسیاری داشته و به گمان آنها،همان فرد برگزیده است.آن‌ها به همراه وی به پایتخت می روند و از شورای جدای‌ها درخواست آموزش آناکین اسکای واکر را می‌نمایند اما درخواستشان رد می‌شود.کوای‌گان در هنگام مرگش از اوبی وان قول می‌گیرد که پس از مرگ وی آناکین را آموزش بدهد.اوبی وان این درخواست را از شورای جدای می‌کند و آن‌ها با اکراه می‌پذیرند.
در پایان اپیزود سوم(انتقام سیت)،زمانی که اوبی وان میخواهد لوک اسکای‌واکر را(که هنوز نوزاد بود)به تاتویین و پیش عمو و زن عمویش برده و مراقب وی باشد،یودا برای او فاش می‌کند که کوای‌گان توانسته پس از مرگ با این دنیا ارتباط بگیرد و به او یاد خواهد داد که چگونه با او ارتباط برقرار کند.
کوای‌گان دومین شاگرد کنت دوکو بود و علیرغم اخطار او،مخفیانه هولوگرامی ممنوعه را در آرشیو جدای رمزگشایی کرد.این هولوگرام باستانی محتوی یکی از ارزشمندترین اطلاعات فرقهٔ جدای یعنی «پیشگویی فرد برگزیده» بود.مطلع شدن از همین پیشگویی بود که از آن به بعد تا سال های سال ذهن کوای‌گان را به خود مشغول کرد و سرانجام او را در تاتوئین مقابل آناکین اسکای‌واکر خردسال قرار دهد.